# Condé-en-Brie

Condé-en-Brie este o comună în departamentul Aisne din nordul Franței. În 1 ianuarie 2022 avea o populație de 658 de locuitori.